# Onthophagus bergeri
Onthophagus bergeri là một loài bọ cánh cứng trong họ Bọ hung (Scarabaeidae).